# Jonthodina sculptilis
Jonthodina sculptilis är en skalbaggsart som först beskrevs av White 1853.  Jonthodina sculptilis ingår i släktet Jonthodina och familjen långhorningar. Inga underarter finns listade i Catalogue of Life.